# East-West Corridor

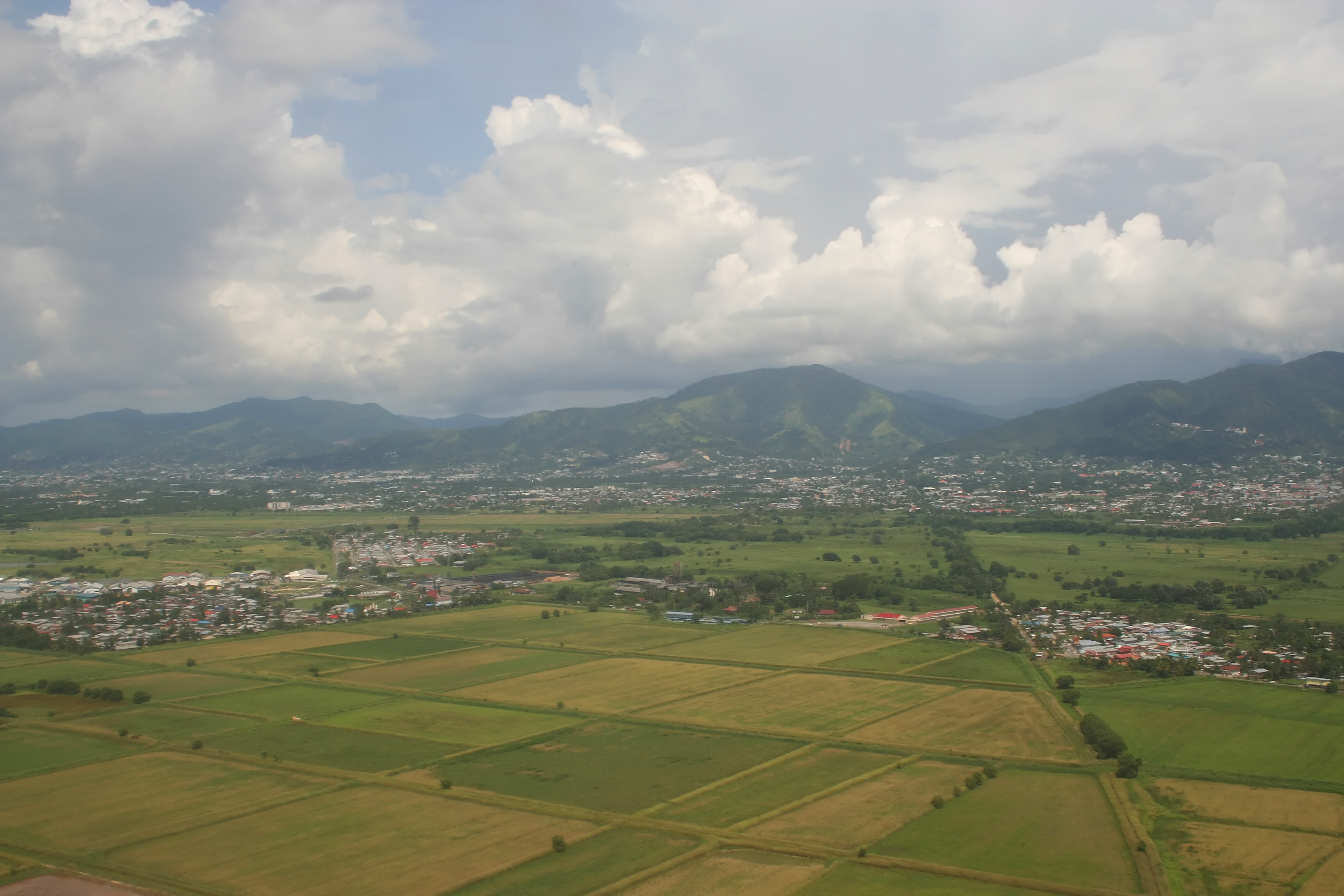
Blick von Süden auf den East-West-Korridor (hinten), im Hintergrund die Northern Range

Der East-West Corridor (deutsch: Ost-West-Korridor) ist ein stark besiedelter Raum in Trinidad und Tobago und mit ca. 550.000 Einwohnern die größte Agglomeration und der wichtigste Wirtschaftsstandort des Landes.

## Geographie

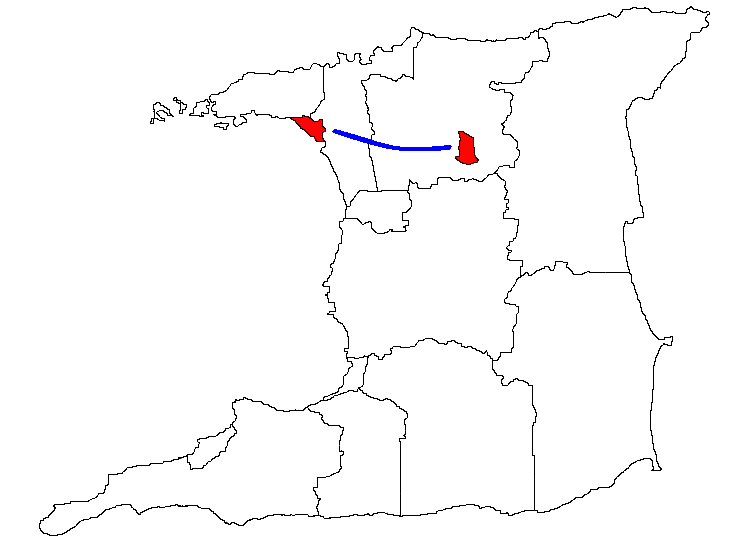
Schematische Darstellung des East-West Corridor zwischen Port of Spain und Arima

Als East-West Corridor wird das Gebiet zwischen der Hauptstadt von Trinidad und Tobago, Port of Spain, und dem knapp 30 km östlich gelegenen Arima bezeichnet. Das dicht besiedelte Gebiet hat eine ungewöhnliche Ost-West-Ausdehnung: Da Port of Spain im Norden durch die Northern Range und im Süden durch den Caroni Swamp begrenzt ist, weitete sich die Stadt im Laufe der Zeit nach Osten aus. Der dadurch entstandene East-West Corridor ist so dicht besiedelt, dass früher eigenständige Städte heute fließend ineinander übergehen und eher den Charakter von Stadtteilen der Hauptstadt-Agglomeration haben. Formell sind sie jedoch weiterhin unabhängig. Schon 1960 hatte das Gebiet 350.000 Einwohner, 1980 über 400.000. Der East-West Corridor bildet den nördlichen Teil der fruchtbaren Caroni Plain, einer zwischen den Trinidad in Ost-West-Richtung durchziehenden Mittelgebirgen Northern Range und Central Range verlaufenden Tiefebene, die vom Caroni River durchflossen wird.

## Verkehr

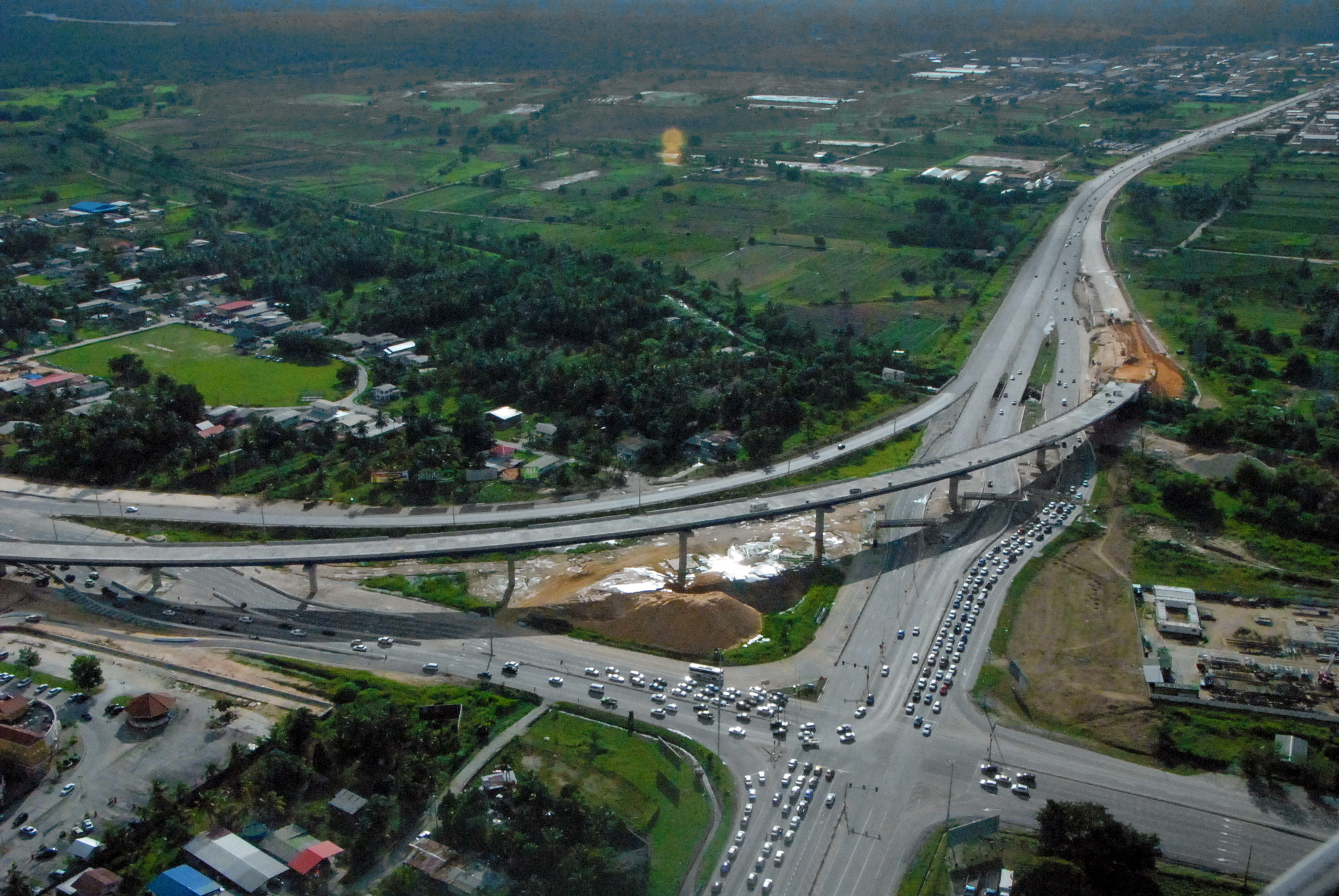
Kreuzung Uriah Butler Highway / Churchill Roosevelt Highway (2009)

Der East-West Corridor verläuft entlang der Eastern Main Road sowie des Churchill Roosevelt Highway, der beiden wichtigsten, parallel zueinander verlaufenden West-Ost-Verkehrsachsen Trinidads, die zwischen Port of Spain am Golf von Paria und Valencia in Sangre Grande quer durch die Agglomeration verlaufen. Die wichtigste Nord-Süd-Achse des Landes, der Uriah Butler Highway, der in Chaguanas in den Sir Solomon Hochoy Highway übergeht, hat ihren nördlichen Endpunkt bei St. Joseph im East-West Corridor. Alle drei Verkehrsachsen sind insbesondere zu Stoßzeiten notorisch verstopft. Der größte (und einzige internationale) Flughafen der Insel, der Piarco International Airport, liegt südlich von Arouca am Rande des Gebiets. Der siebtgrößte Flughafen der Karibik ist der Heimatflughafen von Caribbean Airlines sowie eine der drei Basen der trinidadischen Luftwaffe. Von 1876 bis 1968 war das Gebiet des East-West Corridors an das damalige trinidadische Eisenbahnsystem angeschlossen. Die erste, 1876 eröffnete Strecke verlief von Port of Spain nach Arima, mit Haltepunkten in Laventille, San Juan, St. Joseph, Tunapuna, Tacarigua, Arouca und D’Abadie. Der letzte trinidadische Personenzug verkehrte am 28. Dezember 1968 zwischen San Juan und Port of Spain.

## Wirtschaft
Während sich die Schwerindustrie (Öl, Erdgas, Asphalt, Stahlerzeugung) im Süden der Insel und am Golf von Paria konzentriert und die Finanzbranche ihren Schwerpunkt in Port of Spain hat, haben sich im East-West Corridor vorrangiges produzierendes Gewerbe, Handel und Dienstleister niedergelassen, gefördert durch die hohe Bevölkerungsdichte und gute infrastrukturelle Erschließung. Wichtige Arbeitgeber der Region sind:
- Airports Authority of Trinidad and Tobago: Die Behörde verwaltet die beiden internationalen Flughäfen des Landes und hat ihren Sitz auf dem Flughafengelände bei Piarco.
- Angostura Holdings Limited: Der Zentrale des Herstellers des Angosturabitters befindet sich in Laventille.
- Carib Brewery: Die größte Brauerei der Karibik hat ihren Sitz in Champs Fleurs.
- Joseph Charles Bottling Works and Investments: Der Getränkeabfüller mit Sitz in San Juan vermarktet seine Fruchtsäfte der Marke Solo in Nordamerika, Europa und der Karibik.
- Massy Motors: Trinidads größter Fahrzeugimporteur mit einem Anteil von 40 % am Pkw-Fahrzeugbestand des Landes hat seinen Sitz in Morvant.
- Water and Sewerage Authority: Der vom Staat betriebene Dienstleister hat das Monopol auf Wasserversorgung und Abwasserentsorgung und hat seine Zentrale in St. Joseph.

Der Tourismus spielt auf Trinidad eine untergeordnete Rolle. Durch seine Lage am Rande der Northern Range bildet der East-West Corridor einen Ausgangspunkt für Wanderer und Ornithologen. Die Benediktinerabtei Mount Saint Benedict bei St. Augustine stellt eine touristische Destination dar. Südlich von Laventille liegt der Caroni Swamp, ein Naturschutzgebiet. In Laventille befinden sich auch mehrere Pan Yards, die touristisch beliebten Übungsplätze von Steelbands.
In St. Augustine befindet sich einer der vier Campus der University of the West Indies mit ca. 18.000 eingeschriebenen Studenten. Das Stadtbild von St. Augustine und der angrenzenden Städte wird durch die Größe der Bildungseinrichtung deutlich geprägt.  In Trincity befindet sich mit der Trincity Mall das mit 185.000 m² Grundfläche größte Einkaufszentrum der Karibik.
Bedingt durch die hohe Bevölkerungsdichte ist der East-West Corridor ein Kriminalitätsschwerpunkt Trinidads. 2013 wurden über 70 % der Tötungsdelikte des Landes innerhalb der Agglomeration begangen. Ein weiteres Problem sind häufig auftretende Überschwemmungen, die durch in der Northern Range entspringende und in den den gesamten East-West Corridor durchziehenden Caroni River entwässernde Flüsse hervorgerufen werden.

## Städte

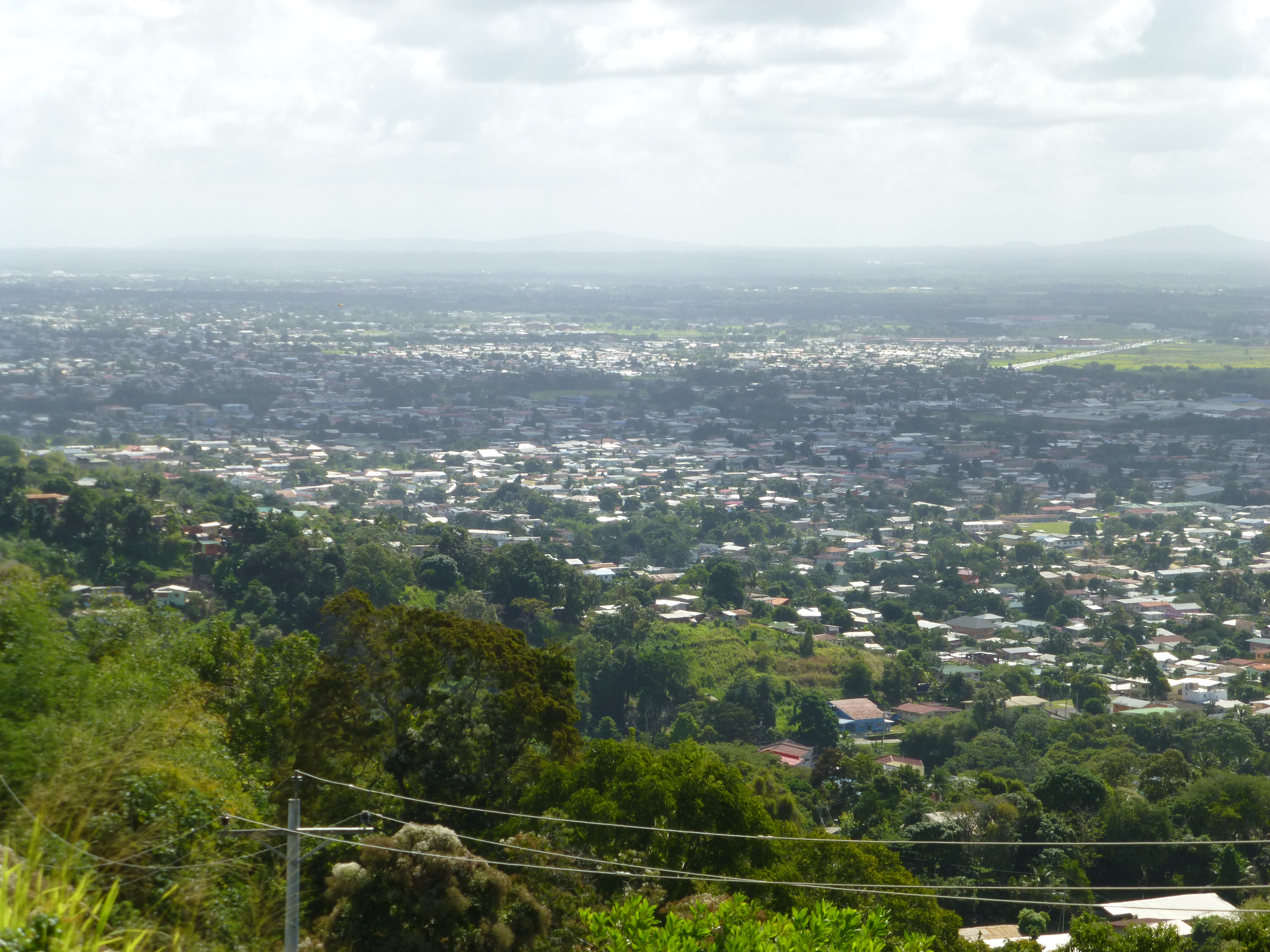
Der East-West Corridor bei Tunapuna

Die nachfolgende Tabelle listet größere im East-West Corridor liegende Städte von Westen nach Osten auf.
| Stadt         | Region              | Einwohner |
| ------------- | ------------------- | --------- |
| Port of Spain | Port of Spain       | 37.074    |
| Laventille    | San Juan-Laventille | 21.454    |
| Morvant       | San Juan-Laventille | 22.742    |
| Barataria     | San Juan-Laventille | 18.299    |
| San Juan      | San Juan-Laventille | 44.230    |
| Champs Fleurs | San Juan-Laventille | 8310      |
| St. Joseph    | San Juan-Laventille | 14.376    |
| Valsayn       | Tunapuna-Piarco     | 2552      |
| Curepe        | Tunapuna-Piarco     | 8740      |
| St. Augustine | Tunapuna-Piarco     | 4844      |
| Tunapuna      | Tunapuna-Piarco     | 17.650    |
| Tacarigua     | Tunapuna-Piarco     | 5.722     |
| Trincity      | Tunapuna-Piarco     | 4.252     |
| Arouca        | Tunapuna-Piarco     | 20.748    |
| Arima         | Arima               | 33.606    |